# FilmRaum

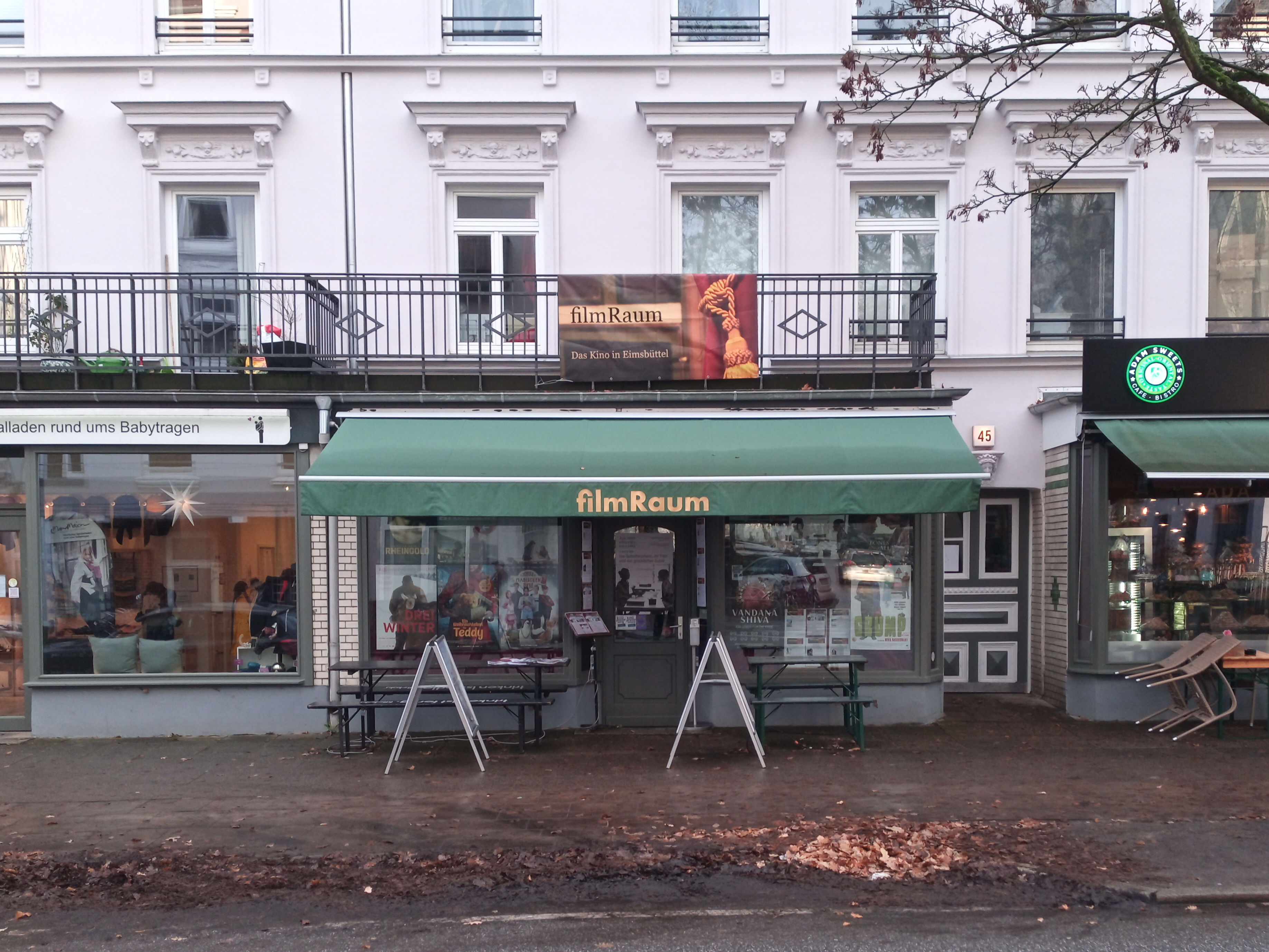
filmRaum Kino im Dezember 2022

Der FilmRaum (alternative Schreibweise filmRaum) ist ein Programmkino in der Müggenkampstraße im Hamburger Stadtteil Eimsbüttel. Das von Behzad Safari betriebene Kino ist mit etwa 35–40 Sitzplätzen eines der kleinsten Programmkinos Hamburgs.
Programmschwerpunkte sind anspruchsvolle, sozialkritische Autorenfilme, Dokumentationen und Kurzfilmabende abseits des cineastischen Mainstreams, zum Teil in Originalfassung mit Untertiteln, sowie Kinder- und Jugendfilme. Daneben werden dort auch Konzerte, Lesungen abgehalten und soziokulturelle und künstlerische Projekte vorgeführt. Die Betreiber verstehen das Kino als Forum für den Austausch zwischen allen Beteiligten. Weiterhin kooperiert der FilmRaum mit den Hamburger Kurzfilmtagen, dem Europäischen Filmpreis, der Geschichtswerkstatt Eimsbüttel und veranstaltet in den Sommermonaten ein Open-Air-Kino im Stadtpark Eimsbüttel.

## Geschichte
Der FilmRaum ging aus einer seit 2008 bestehenden Videothek hervor, die Videokassetten und DVDs verlieh und auch schon zuvor in den eigenen Räumen gelegentlich Filme aufführte und die Räume für Kulturveranstaltungen zur Verfügung stelle. Die zunehmende Verbreitung von Internet-Streamingdiensten in den 2010er Jahren entzog der Videothek die geschäftliche Grundlage und machte eine Neuausrichtung notwendig. 2015 wurde die Videothek schließlich zum Kleinkino mit Wohnzimmeratmosphäre umgewidmet, wobei der Filmverleih immer noch nebenbei mitläuft.

## Rezeption
Seit dem Jahr 2019 wird der FilmRaum jährlich mit dem Hamburger Kinopreis der Hamburger Behörde für Kultur und Medien und der Filmförderung Hamburg Schleswig-Holstein ausgezeichnet.